# علیرضا خمسه
علیرضا خمسه‌نیا (زادهٔ ۹ بهمن ۱۳۳۱ زنجان) بازیگر، فیلم‌نامه‌نویس، کارگردان و مجری ایرانی است‌‌.
وی بازیگری در سینما را در سال ۱۳۵۳ با بازی در فیلم جوجه فکلی آغاز کرد و در سال ۱۳۶۰ با فیلم مرگ یزدگرد دوباره جلو دوربین رفت و در سال ۱۳۸۷ برای بازی در بیست توانست سیمرغ بلورین بهترین بازیگر نقش مکمل مرد جشنواره فیلم فجر را کسب کند. او در پنج فصل از مجموعهٔ تلویزیونی پایتخت (۱۳۸۹–۱۳۹۷) در نقش باباپنجعلی حضور یافته است.

## زندگی
خمسه در زنجان به دنیا آمد. وی فارغ‌التحصیل رشته روان‌شناسی از دانشگاه شهید بهشتی است. خمسه در سال ۱۳۵۷ به فرانسه رفت و یک سال و نیم در مدرسه ون سن، آتلیه اگوستوبوال و آتلیه سیته یونیورسیته پاریس، دوره‌های مربوط به پانتومیم، حرکات بدنی و بازیگری را فراگرفت. در سال ۱۳۵۹ به ایران بازگشت و در سال ۱۳۶۰ برای اولین بار مقابل دوربین سینما رفت و در فیلم مرگ یزدگرد بازی کرد. ☃☃ نوع خطوط چهره خمسه و تسلط او بر حرکات صورت (میمیک) و نرمی‌ای که در حرکات بدنش وجود دارد و توانایی بسیار بالا در خلق صحنه‌های طنز و کمیک، از همان ابتدای ورود او به حیطه بازیگری، توجه کارگردان‌های کمدی‌ساز را به خود جلب کرد و بعد از فیلم جدی مرگ یزدگرد برنامه‌سازان تلویزیون سراغ او رفتند و در برنامه‌هایی مانند نوروزنامه، هوشی و موشی، بورزید و بخندید، حواستو جمع کن و نگاه سوم به اجرای قطعات نمایشی طنز پرداخت.
در سال ۱۳۶۷، خمسه در فیلم روز باشکوه ساخته کیانوش عیاری در کنار علی نصیریان، ایرج طهماسب و گوهر خیراندیش بازی کرد. هرچند این فیلم از سوی تماشاگران با اقبال خوبی روبه‌رو شد، اما بازی در مجموعه تلویزیونی هوشیار و بیدار که سال ۱۳۶۷ از تلویزیون پخش شد، خمسه را بین مخاطبان کوچک و بزرگ به شهرت رساند. در همان سال که کیومرث پوراحمد فیلم خوب لنگرگاه را ساخت، خمسه در نقشی متفاوت در آن ظاهر شد. او در این فیلم، نقش حمزه را بازی می‌کرد که در مسافرخانه‌ای در شهر بندرعباس کار می‌کرد و پناهگاه دو نوجوانی شده بود که از تهران گریخته و به بندرعباس رفته بودند.
در سال ۱۳۶۹ به بازی در فیلم آپارتمان شماره ۱۳ به کارگردانی یدالله صمدی در کنار جمشید اسماعیل‌خانی پرداخت. در این فیلم، خمسه صاحب آپارتمانی در تهران بود که برای فروش آن از کرمان به تهران آمد. او با بیان خوب لهجه کرمانی و بازی روان خود توانست جایزه بهترین بازی را از جشنواره بین‌المللی فیلم پیونگ‌یانگ کره شمالی در سال ۱۹۹۲ ازآن خود کند. این فیلم در جشنواره نامزد ۷ سیمرغ بود و برنده ۲ سیمرغ نیز شد.
در سال ۱۳۷۲ ابوالحسن داوودی فیلم من زمین را دوست دارم را ساخت. در این فیلم، خمسه نقش مردی فضایی را با گریمی متفاوت بازی کرد. بازی خوب خمسه و تروکاژهای تصویری این فیلم من زمین را دوست دارم را با اقبال خوبی از سوی تماشاگران روبه‌رو کرد. در همین سال حسن هدایت فیلم چشم شیطان را با ژانری حادثه‌ای و متفاوت از دیگر کارهای خمسه، مقابل دوربین برد و نقش اول آن را به خمسه داد. در این فیلم، بازی پرتنش و فعال، او را کاندیدای بهترین بازیگر نقش اول مرد در سال ۱۳۷۲ و دوازدهمین جشنواره فیلم فجر کرد. چشم شیطان از این دوره جشنواره نامزد دریافت ۵ سیمرغ و برنده ۳ سیمرغ شد. در همان سال، خمسه مجموعه بشین، پاشو، بخند را برای گروه کودک و نوجوان شبکه دو کارگردانی کرد و در سال ۱۳۷۸ در مجموعه تلویزیونی می‌گی نه؟ نگاه کن! حضور یافت.
در سال ۱۳۸۷، خمسه در فیلم بیست به ایفای نقش پرداخت و به‌خاطر بازی در این فیلم موفق به دریافت جایزه سیمرغ بلورین بهترین بازیگر مرد مکمل از بیست و هفتمین دوره جشنواره فیلم فجر شد.

## آثار

### سینما
| سال  | عنوان                   | سمت                       | کارگردان                       |
| ---- | ----------------------- | ------------------------- | ------------------------------ |
| ۱۴۰۲ | شهر گربه‌ها۲             | بازیگر                    | سیدجواد هاشمی                  |
| ۱۳۹۹ | شهر گربه‌ها              | بازیگر                    | سیدجواد هاشمی                  |
| ۱۳۹۸ | ملاقات با جادوگر        | بازیگر                    | جمشید بهرامیان                 |
| ۱۳۹۳ | جنجال در عروسی          | بازیگر                    | رضا خطیبی                      |
| ۱۳۹۳ | وروجک‌ها                 | بازیگر                    | فرزاد اژدری                    |
| ۱۳۹۲ | نیکان و بچه غول         | بازیگر                    | رحمان رضایی                    |
| ۱۳۹۱ | از تهران تا بهشت        | بازیگر                    | ابوالفضل صفاری                 |
| ۱۳۹۱ | عملیات مهد کودک         | بازیگر                    | فرزاد اژدری                    |
| ۱۳۹۰ | سلام بر فرشتگان         | بازیگر                    | فرزاد اژدری                    |
| ۱۳۸۹ | نخودی                   | بازیگر                    | جلال فاطمی                     |
| ۱۳۸۹ | دختر شاه پریون          | بازیگر                    | کامران قدکچیان                 |
| ۱۳۸۹ | قبرستان غیرانتفاعی      | بازیگر                    | محسن دامادی                    |
| ۱۳۸۸ | خواب‌های دنباله‌دار       | بازیگر                    | پوران درخشنده                  |
| ۱۳۸۸ | شکلات داغ               | بازیگر                    | حامد کلاهداری                  |
| ۱۳۸۸ | عروسک                   | بازیگر                    | ابراهیم وحیدزاده               |
| ۱۳۸۷ | بیست                    | بازیگر                    | عبدالرضا کاهانی                |
| ۱۳۸۷ | میزاک                   | بازیگر                    | حسینعلی لیالستانی              |
| ۱۳۸۵ | قاعده بازی              | بازیگر                    | احمدرضا معتمدی                 |
| ۱۳۷۹ | یکی بود یکی نبود        | بازیگر                    | ایرج طهماسب                    |
| ۱۳۷۶ | کلید ازدواج             | بازیگر                    | داوود موثقی                    |
| ۱۳۷۵ | مینا و غنچه             | بازیگر                    | محمد حسین پور، جهان خادم المله |
| ۱۳۷۵ | معجزه خنده              | نویسنده                   | یدالله صمدی                    |
| ۱۳۷۴ | پاک‌باخته                | بازیگر                    | غلامحسین لطفی                  |
| ۱۳۷۴ | ماه‌پیشونی               | بازیگر، بازیگردان، دوبلور | علی اکبر کوهکی، جواد ارشاد     |
| ۱۳۷۳ | بوی خوش زندگی           | بازیگر، نویسنده           | ابوالحسن داوودی                |
| ۱۳۷۳ | مهریه بی‌بی              | بازیگر                    | اصغر هاشمی                     |
| ۱۳۷۲ | چشم شیطان               | بازیگر                    | حسن هدایت                      |
| ۱۳۷۲ | من زمین را دوست دارم    | بازیگر                    | ابوالحسن داوودی                |
| ۱۳۷۱ | چهارشنبه عزیز           | بازیگر                    | حمید تمجیدی                    |
| ۱۳۷۱ | مأموریت آقای شادی       | بازیگر، بازنویس فیلمنامه  | محمدرضا زهتابی                 |
| ۱۳۷۱ | دلاوران کوچه دلگشا      | بازیگر                    | حسن هدایت                      |
| ۱۳۷۰ | جیب‌برها به بهشت نمی‌روند | بازیگر، بازنویس فیلمنامه  | ابوالحسن داوودی                |
| ۱۳۷۰ | دو نفر و نصفی           | بازیگر                    | یدالله صمدی                    |
| ۱۳۶۹ | آپارتمان شماره ۱۳       | بازیگر، نویسنده           | یدالله صمدی                    |
| ۱۳۶۸ | شکار خاموش              | بازیگر                    | کیومرث پوراحمد                 |
| ۱۳۶۸ | زیر بام‌های شهر          | بازیگر                    | اصغر هاشمی                     |
| ۱۳۶۷ | لنگرگاه                 | بازیگر                    | کیومرث پوراحمد                 |
| ۱۳۶۷ | روز باشکوه              | بازیگر                    | کیانوش عیاری                   |
| ۱۳۶۶ | شاید وقتی دیگر          | بازیگر                    | بهرام بیضایی                   |
| ۱۳۶۰ | مرگ یزدگرد              | بازیگر                    | بهرام بیضایی                   |

### تلویزیون
| سال       | عنوان                          | سمت                                 | کارگردان                  | توضیحات                                                               |
| --------- | ------------------------------ | ----------------------------------- | ------------------------- | --------------------------------------------------------------------- |
| ۱۴۰۴      | یزدان                          | بازیگر                              | منوچهر هادی               | شبکه سه                                                               |
| ۱۴۰۳      | چرخ گردون۲                     | بازیگر                              | جواد مزد آبادی            | شبکه دو                                                               |
| ۱۴۰۳      | فریبا                          | بازیگر                              | محمود معظمی               | شبکه سه                                                               |
| ۱۴۰۲      | بگو بخند                       | داور                                | شهاب عباسی                | شبکه نسیم                                                             |
| ۱۴۰۲      | چرخ گردون                      | بازیگر                              | جواد مزدآبادی             | شبکه دو                                                               |
| ۱۳۹۹      | چوب خط                         | بازیگر                              | حمید بهرامیان             | شبکه سه                                                               |
| ۱۳۹۹      | زمین گرم                       | بازیگر                              | سعید نعمت اله             | محرم ۱۳۹۹ از شبکه ۳                                                   |
| ۱۳۹۷      | زندگی از نو                    | بازیگر                              | علی‌محمد قاسمی             | شبکه تهران                                                            |
| ۱۳۹۶      | پایتخت ۵                       | بازیگر                              | سیروس مقدم                | نوروز ۱۳۹۷ از شبکه ۱ پخش شد.                                          |
| ۱۳۹۵      | دورهمی                         | مهمان                               | مهران مدیری               | شبکه نسیم                                                             |
| ۱۳۹۴–۱۳۹۵ | بیمار استاندارد                | بازیگر                              | سعید آقاخانی              | نوروز ۱۳۹۵ از شبکه ۱ پخش شد. / در نقش نصرت                            |
| ۱۳۹۴      | خندوانه                        | استندآپ کمدین                       | رامبد جوان                | شبکه نسیم                                                             |
| ۱۳۹۴      | حالت خاص                       | بازیگر                              | افشین اربابی              | شبکه نسیم / بازیگر مهمان                                              |
| ۱۳۹۴      | پایتخت ۴                       | بازیگر                              | سیروس مقدم                | رمضان ۹۴ از شبکه ۱ پخش شد.                                            |
| ۱۳۹۴      | مسابقه ثانیه‌ها                 | مجری                                | سهیل سلیمانی              | شبکه ۲                                                                |
| ۱۳۹۴      | میکائیل                        | بازیگر                              | سیروس مقدم                | شبکه ۱، در نقش آقاخان                                                 |
| ۱۳۹۳      | خندوانه                        | مهمان                               | رامبد جوان                | شبکه نسیم                                                             |
| ۱۳۹۱–۱۳۹۳ | جلال‌الدین                      | بازیگر                              | شهرام اسدی                | پخش از دی ۱۳۹۳ از شبکه ۱                                              |
| ۱۳۹۲–۱۳۹۳ | پایتخت ۳                       | بازیگر                              | سیروس مقدم                | پخش در نوروز ۱۳۹۳                                                     |
| ۱۳۹۲–۱۳۹۳ | تله‌فیلم به من نگو قراضه        | بازیگر                              | محسن یوسفی                | شبکه ۱                                                                |
| ۱۳۹۲      | تله فیلم گوشی قرمز             | بازیگر                              | صادق پروین آشتیانی        | شبکه ۲                                                                |
| ۱۳۸۷–۱۳۹۲ | سرزمین مادری                   | بازیگر                              | کمال تبریزی               | شبکه ۳                                                                |
| ۱۳۹۱–۱۳۹۲ | پایتخت ۲                       | بازیگر                              | سیروس مقدم                | در نقش پنجعلی معمولی (پدر نقی)؛ در نوروز ۱۳۹۲ و ۱۳۹۳از شبکه ۱ پخش شد. |
| ۱۳۹۱–۱۳۹۲ | عصر پاییزی                     | بازیگر                              | اصغر نعیمی                | شبکه ۱                                                                |
| ۱۳۹۱      | تله‌فیلم داستان عوضی            | بازیگر                              | فریدون جیرانی             | نوروز ۱۳۹۲ از شبکه ۱ پخش شد.                                          |
| ۱۳۹۱      | تهران پلاک ۱                   | بازیگر                              | مهدی مظلومی               | در نقش کرم (سرایدار/ مدیر ساختمان)                                    |
| ۱۳۹۱      | تله‌فیلم رباعی                  | بازیگر                              | محسن دامادی               | در نقش کمال طراوت / شبکه ۱                                            |
| ۱۳۹۰      | تله‌فیلم گنج پنهان              | بازیگر                              | بابک محمدی                | محصول صدا و سیمای مرکز کیش                                            |
| ۱۳۹۰      | مهمانان ویژه                   | بازیگر                              | سید جواد رضویان           | پخش در خرداد ۱۳۹۱ از شبکه تهران                                       |
| ۱۳۸۹–۱۳۹۰ | پایتخت                         | بازیگر                              | سیروس مقدم                | در نقش پنجعلی معمولی (پدر نقی)؛ در نوروز ۱۳۹۰ از شبکه ۱ پخش شد.       |
| ۱۳۸۹      | چاووش بهار                     | بازیگر                              | افشین اربابی              | شبکه آموزش                                                            |
| ۱۳۸۹      | دارا و ندار                    | بازیگر                              | مسعود ده‌نمکی              | شبکه تهران                                                            |
| ۱۳۸۹      | تله فیلم عوارض جانبی           | بازیگر                              | رامین گل سرخی             | پخش در شبکه خانگی                                                     |
| ۱۳۸۹      | تله فیلم خداحافظ تهران         | بازیگر                              | محمدرضا رستمی             | شبکه ۱                                                                |
| ۱۳۸۹      | تله‌فیلم تنها حامی              | بازیگر                              | بیژن شیرمرز               | شبکه نمایش خانگی                                                      |
| ۱۳۸۹      | تله‌فیلم دزدان غیر دریایی       | بازیگر                              | بیژن شیرمرز               | شبکه ۳ و شبکه نمایش خانگی                                             |
| ۱۳۸۹      | تله‌فیلم کت تنگ                 | بازیگر                              | آرمین سهامی، آبتین سهامی  | شبکه تهران                                                            |
| ۱۳۸۹      | تله فیلم ورود زنده‌ها ممنوع     | بازیگر                              | جواد مزدآبادی             | شبکه تهران و شبکه خانگی                                               |
| ۱۳۸۸      | تله‌فیلم ما خونه نیستیم         | بازیگر                              | شاهد احمدلو               | پخش در نوروز ۱۳۸۹                                                     |
| ۱۳۸۸      | تله‌فیلم روز هشتم               | بازیگر                              | مهدی کرم‌پور               | شبکه ۱                                                                |
| ۱۳۸۸      | تله‌فیلم بلور باران             | بازیگر                              | شاهد احمدلو               | سیما فیلم                                                             |
| ۱۳۸۸      | تله‌فیلم جا مانده               | بازیگر                              | بهروز شعیبی               | سیما فیلم                                                             |
| ۱۳۸۷–۱۳۸۸ | کلاه قرمزی ۸۸                  | بازیگر مهمان                        | ایرج طهماسب               | نوروز ۸۸ از شبکه ۲ پخش شد.                                            |
| ۱۳۸۷–۱۳۸۸ | همه بچه‌های من                  | بازیگر                              | مرضیه برومند              | کارگردان تلویزیونی: مسعود فروتن                                       |
| ۱۳۸۷–۱۳۸۸ | شب هزار و یکم                  | بازیگر                              | علی بهادر                 | شبکه ۱                                                                |
| ۱۳۸۶      | برنامه زنده سالاد فصل          | مجری، نویسنده                       | ؟                         | پخش از شبکه جهانی جام‌جم                                               |
| ۱۳۸۶      | مرد هزارچهره                   | بازیگر                              | مهران مدیری               | در نوروز ۱۳۸۷ از شبکه ۳ پخش شد.                                       |
| ۱۳۸۶      | تله فیلم فرزند افیون           | بازیگر                              | مجید جوانمرد              | شبکه ۳                                                                |
| ۱۳۸۵–۱۳۸۶ | تله‌فیلم با هم در خانه          | بازیگر                              | بهمن زرین‌پور              | شبکه ۲                                                                |
| ۱۳۸۵–۱۳۸۶ | به همین سادگی                  | بازیگر                              | افشین اربابی              | نوروز ۸۶ از شبکه تهران پخش شد.                                        |
| ۱۳۸۵      | مسابقه پلکان                   | مجری                                | ؟                         | شبکه ۳                                                                |
| ۱۳۸۴      | یک مشت پر عقاب                 | بازیگر                              | اصغر هاشمی                | در نقش استوار شه‌پرست                                                  |
| ۱۳۸۳      | فیل‌بانان                       | بازیگر                              | کاظم راست‌گفتار            | در نوروز ۱۳۸۴ از شبکه ۲ پخش شد.                                       |
| ۱۳۸۳      | برنامه زنده آرایشگاه           | بازیگر، نویسنده و کارگردان          | علیرضا خمسه               | در تابستان ۸۳ هر جمعه شب از شبکه ۳ پخش می‌شد.                          |
| ۱۳۸۱–۱۳۸۳ | برنامهٔ زنده جمعه تعطیل نیست    | بازیگر، نویسنده مجری، کارگردان      | علی‌رضا خمسه               | جمعه‌های ۱۳۸۱ تا ۱۳۸۳ از شبکه تهران پخش می‌شد.                          |
| ۱۳۸۲      | حیاط خلوت                      | کارگردان، نویسنده                   | علیرضا خمسه               | برنامه کودک و نوجوان شبکه ۲                                           |
| ۱۳۸۲      | مسافر زمان                     | بازیگر                              | مسعود نوابی               | در دهه فجر ۸۲ از شبکه ۲ پخش شد.                                       |
| ۱۳۸۱      | عسل‌ها و مثل‌ها                  | بازیگر                              | مجتبی یاسینی              | در ماه رمضان ۱۳۸۱ از برنامه کودک و نوجوان شبکه ۱ پخش می‌شد.            |
| ۱۳۷۹–۱۳۸۰ | چراغ جادو                      | بازیگر                              | همایون اسعدیان            | شبکه ۱                                                                |
| ۱۳۷۹      | معجزه ازدواج                   | بازیگر، نویسنده کارگردان            | علی‌رضا خمسه               | در نوروز ۱۳۷۹ از شبکه ۲ پخش شد.                                       |
| ۱۳۷۸      | می‌گی نه؟ نگاه کن!              | بازیگر                              | کاظم بلوچی                | از برنامه کودک و نوجوان شبکه ۱ پخش می‌شد.                              |
| ۱۳۷۸      | هتل پیاده‌رو                    | بازیگر                              | بهمن زرین‌پور              | در نوروز ۱۳۷۸ از شبکه ۱ پخش شد.                                       |
| ۱۳۷۷      | برنامه سیاحت‌نامه               | بازیگر، نویسنده مجری، کارگردان      | علی‌رضا خمسه               | در تابستان ۷۷ و در ۱۳ قسمت از شبکه ۳ پخش شد.                          |
| ۱۳۷۶–۱۳۷۷ | برنامه ترکیبی بهارنامه         | بازیگر، نویسنده کارگردان            | علی‌رضا خمسه               | در نوروز ۱۳۷۷ در ۱۳ قسمت از شبکه ۳ پخش شد.                            |
| ۱۳۷۶      | بشین پاشو بخند                 | بازیگر، نویسنده مجری، کارگردان هنری | علی‌رضا خمسه               | در ۲۶ قسمت از برنامه کودک شبکه ۲ پخش شد.                              |
| ۱۳۷۵      | جشن خاطره‌ها                    | مجری                                | علیرضا خمسه               | برنامه کودک شبکه ۱                                                    |
| ۱۳۷۵      | ب مثل بهار                     | بازیگر                              | مسعود شاه‌محمدی            | شبکه ۲                                                                |
| ۱۳۷۵      | مسابقه ستاره‌ها                 | مجری                                | ؟                         | شبکه تهران                                                            |
| ۱۳۷۴      | مسابقه رنگین‌کمان               | مجری بازیگر پانتومیم                | ایرج راد                  | شبکه تهران                                                            |
| ۱۳۶۸      | سلامتی چه خوبه!                | بازیگر، نویسنده و کارگردان هنری     | علی‌رضا خمسه ایرج طهماسب   | شبکه ۱                                                                |
| ۱۳۶۷      | ماجراهای آقای دوستی            | بازیگر                              | مسعود نوابی مسعود رشیدی   | شبکه ۱                                                                |
| ۱۳۶۷      | مسابقه هفت‌خوان (سری دوم)       | مجری و بازیگر                       | ؟                         | برنامه کودک و نوجوان شبکه ۱                                           |
| ۱۳۶۵–۱۳۶۷ | هوشیار و بیدار                 | بازیگر                              | صادق عبداللهی محمد اوزی   | کارگردان تلویزیونی: داود جم                                           |
| ۱۳۶۶      | زنگ بیداری                     | کارگردان                            | علی‌رضا خمسه               | شبکه ۱                                                                |
| ۱۳۶۵      | خانه در انتظار                 | بازیگر                              | منوچهر عسگری‌نسب           | شبکه ۲                                                                |
| ۱۳۶۵      | برنامهٔ کوتاه هاچ، زنبور عسل    | بازیگر                              | ؟                         | نوروز ۱۳۶۵ پخش شد.                                                    |
| ۱۳۶۵      | مسابقه تلویزیونی حواستو جمع کن | مجری                                | ؟                         | یکی دیگر از مجری‌های آن، عزت‌الله رمضانی‌فر بود.                         |
| ۱۳۶۴      | تله‌تئاتر دست بالای دست         | بازیگر                              | اسماعیل شنگله             | کارگردان تلویزیونی: مهوش جزایری                                       |
| ۱۳۶۴      | تله‌فیلم نردبام                 | بازیگر                              | شهرزاد مهدوی              | شبکه ۱                                                                |
| ۱۳۶۴      | جُنگ هفته                       | بازیگر                              | اسماعیل شنگله             | شبکه ۱                                                                |
| ۱۳۶۳      | مسابقه هفت‌خوان                 | مجری و کارگردان                     | علیرضا خمسه سوسن حریری    | در سال ۶۴ از برنامه کودک و نوجوان شبکه ۱ پخش شد.                      |
| ۱۳۶۳      | هوشی و موشی                    | بازیگر                              | مهناز جهانگیری            | کارگردان تلویزیونی: محسن احمدی                                        |
| ۱۳۶۳      | تله‌تئاتر پاتلن وکیل            | بازیگر                              | اسماعیل شنگله             | شبکه ۱                                                                |
| ۱۳۶۳      | نگاه سوم                       | بازیگر                              | ؟                         | بازی در قطعات نمایشی این برنامه که از شبکه ۱ پخش می‌شد.                |
| ۱۳۶۳      | تله‌فیلم روزنامه                | بازیگر                              | شهرزاد مهدوی              | شبکه ۱                                                                |
| ۱۳۶۳–۱۳۶۲ | نوروزنامه                      | بازیگر                              | بهروز خوش‌رزم، مهوش جزایری | در نوروز ۱۳۶۳ از شبکه ۱ پخش شد.                                       |
| ۱۳۶۲      | افسانه سلطان و شبان            | بازیگر                              | داریوش فرهنگ              | در سال ۱۳۶۲ از شبکه ۱ پخش شد.                                         |
| ۱۳۶۱      | بورزید و بخندید                | بازیگر                              | بهروز خوش‌رزم              | شبکه ۱                                                                |

### تئاتر
| سال  | عنوان                    | سمت                       | کارگردان     | نویسنده     |
| ---- | ------------------------ | ------------------------- | ------------ | ----------- |
| ۱۳۵۹ | داستانی نه تازه          | بازیگر                    | داریوش فرهنگ |             |
| ۱۳۵۹ | دیوار چین                | بازیگر                    | داریوش فرهنگ |             |
| ۱۳۶۰ | همشهری                   | بازیگر                    | مهدی هاشمی   |             |
| ۱۳۶۱ | دایره گچی قفقازی         | بازیگر                    | داریوش فرهنگ |             |
| ۱۳۶۲ | علاءالدین و چراغ جادو    | کارگردان، نویسنده         | علیرضا خمسه  | علیرضا خمسه |
| ۱۳۶۹ | آتش افروزان              | بازیگر                    | علی نصیریان  | ماکس فردریش |
| ۱۳۷۰ | انتخاب مبصر              | بازیگر، کارگردان، نویسنده | علیرضا خمسه  | علیرضا خمسه |
| ۱۳۷۱ | پرنده سبز                | بازیگر                    | محمود عزیزی  |             |
| ۱۳۷۸ | صلح و محیط زیست          | کارگردان، نویسنده         | علیرضا خمسه  | علیرضا خمسه |
| ۱۳۸۰ | عشق آباد                 | بازیگر                    | حسن میرباقری |             |
| ۱۳۸۱ | سرنخ (تئاتر خیابانی)     | کارگردان                  | علیرضا خمسه  | حمید امجد   |
| ۱۳۸۵ | مرد نیک                  | بازیگر                    | امیر دژاکام  | هادی حوری   |
| ۱۳۹۲ | عرق خورشید، اشک ماه      | بازیگر                    | آتیلا پسیانی | محمد چرمشیر |
| ۱۳۹۸ | بگو مگو (اجرا در آمریکا) | بازیگر و کارگردان         | علیرضا خمسه  | اوژن یونسکو |

### مجری
- مسابقه ثانیه‌ها ۱۳۹۴
- مسابقه هفت خوان ۱۳۶۳

### مستند
- یک روز با علیرضا خمسه و دخترش ۱۳۹۳

## عضویت در هیئت‌های داوری
| نام جشنواره                                                                                | مکان                         | سال                  |
| ------------------------------------------------------------------------------------------ | ---------------------------- | -------------------- |
| عضو هیئت داوران بخش بین‌الملل بیست و پنجمین جشنواره بین‌المللی فیلم‌های کودک و نوجوان         | اصفهان                       | ۱۳۹۰                 |
| عضو هیئت داوران سومین جشنواره فیلم‌های ایرانی                                               | تورنتو (کانادا)              | سپتامبر و اکتبر ۲۰۱۱ |
| عضو هیئت داوران سومین جشنواره بین‌المللی پانتومیم                                           | بوشهر                        |                      |
| عضو هیئت داوران تئاتر تک نفره                                                              | بنیاد آفرینش‌های هنری نیاوران | ۱۳۸۹                 |
| عضو هیئت داوران بخش جنبی جشنواره بین‌المللی فیلم فجر                                        |                              | ۱۳۸۶ و ۱۳۸۷          |
| عضو هیئت داوران جشنواره سینمای جوان                                                        | بجنورد                       | ۱۳۸۷                 |
| عضو هیئت داوران جشنواره بین‌المللی تئاتر کودک و نوجوان                                      | اصفهان                       | ۱۳۸۷                 |
| عضو هیئت داوران دو دوره جشنواره نمایشنامه خوانی                                            | فرهنگسرای نیاوران            | ۱۳۸۵ و ۱۳۸۶          |
| عضو هیئت داوران هفتمین جشنواره سراسری تئاتر تجربه                                          | دانشگاه تهران                | ۱۳۸۳                 |
| عضو هیئت داوران نخستین جشنواره بین‌المللی طنز                                               | تهران                        | ۱۳۸۲                 |
| عضو هیئت داوران دومین جشنواره بین‌المللی نمایش‌های طنز                                       | اصفهان                       | ۱۳۸۲                 |
| عضو هیئت داوران هفتمین و هشتمین جشن سینمای ایران                                           | تهران                        | ۱۳۸۲ و ۱۳۸۳          |
| عضو هیئت داوران دومین جشنواره سینمای کمدی                                                  | شهرکرد                       | ۱۳۷۹                 |
| عضو هیئت داوران تئاترهای استانی                                                            | کل کشور                      | سال‌های مختلف         |
| عضو هیئت داوران اولین و دومین جشنواره بین‌المللی پانتومیم                                   | تهران                        | ۱۳۷۹ و ۱۳۸۰          |
| عضو هیئت داوران جشنواره فیلم‌های کودک و نوجوان                                              | تهران                        | ۱۳۷۷                 |
| عضو هیئت داوران جشنواره‌های سینمای جوان                                                     | زاهدان                       | ۱۳۷۷                 |
| عضو هیئت داوران جشنواره‌های سینمای جوان                                                     | اصفهان                       | ۱۳۷۶                 |
| عضو هیئت داوران جشنواره‌های سینمای جوان                                                     | خرم‌آباد                      | ۱۳۷۶                 |
| عضو هیئت داوران جشنواره‌های سینمای جوان                                                     | ارومیه                       | ۱۳۷۵                 |
| عضو هیئت داوران هفتمین جشنواره سراسری نمایش‌های مذهبی، آیینی و سنتی                         | تهران                        | ۱۳۷۴                 |
| عضو هیئت داوران فیلم‌های ایرانی شرکت‌کننده در هشتمین جشنواره بین‌المللی فیلم‌های کودک و نوجوان | اصفهان                       | ۱۳۷۱                 |

## اجراهای صحنه
- مجری هفتمین جشن خانه سینما (به همراه فاطمه معتمدآریا) در تهران ۱۳۸۰
- مجری اختتامیه بیست و دومین دوره جشنواره فیلم فجر در تهران ۱۳۸۲
- مجری اختتامیه دومین جشنواره سبز (محیط زیست) در تهران ۱۳۸۳
- مجری افتتاحیه بیست و دومین جشنواره بین‌المللی فیلم‌های کودک و نوجوان در همدان ۱۳۸۷
- مجری افتتاحیه بیست و پنجمین جشنواره بین‌المللی فیلم‌های کودک و نوجوان در اصفهان ۱۳۹۰

## فعالیت‌های صنفی
- عضو هیئت مؤسس انجمن بازیگران سینمائی کشور
- عضو شورای مرکزی انجمن بازیگران سینمائی کشور (از بدو تأسیس تا سه دوره بعد)[۱۴]
- عضو هیئت حل اختلاف صنفی مجمع تهیه و تولید و پخش فیلم‌های ایرانی (۳ دوره)
- عضو هیئت مدیره تعاونی مسکن خانه سینما – از بدو تأسیس تا انحلال
- عضو هیئت داوری و حل اختلاف خانه سینما (یک دوره -سال ۱۳۸۹–۱۳۹۰)
- بازرس انجمن بازیگران سینمای ایران (از سال ۸۵ تاکنون – ۳ دوره)

## جایزه‌ها
- کاندیدای بهترین بازیگر نقش دوم مرد در بخش مسابقه سینمای ایران، برای فیلم دو نفر و نصفی (۱۳۷۰)
- بهترین بازیگر مرد از جشنواره بین‌المللی فیلم پیونگ‌یانگ، برای فیلم آپارتمان شماره ۱۳ (۱۳۷۱)
- کاندیدای دریافت جایزه بهترین بازیگر مرد از دوازدهمین دوره جشنواره فیلم فجر برای بازی در فیلم سینمائی چشم شیطان (۱۳۷۲)
- دریافت لوح تقدیر از احمد مسجدجامعی وزیر فرهنگ و ارشاد اسلامی (۱۳۸۲)[۱۵]
- لوح تقدیر از هفتمین جشنواره تئاتر تجربه کوتاه (۱۳۸۳)[۱۵]
- سیمرغ بلورین بهترین بازیگر مرد مکمل از بیست و هفتمین دوره جشنواره فیلم فجر برای بازی در فیلم بیست (۱۳۸۷)
- تقدیر در بیست و چهارمین جشنواره بین‌المللی فیلم‌های کودک و نوجوان – همدان (۱۳۸۹)[۱۶]